# Champions: Return to Arms
Champions: Return to Arms est un jeu vidéo de type action-RPG développé par Snowblind Studios et édité par Sony Online Entertainment, sorti en 2005 sur PlayStation 2.
Il fait suite à Champions of Norrath.

## Accueil
- Jeuxvideo.com : 17/20[1]